# Edad de Piedra en el Sur de Asia
Este artículo se refiere a la Edad de la Piedra en el sur asiático.
En todo el sur de Asia, las evidencias más antiguas de Homo sapiens anatómicamente modernos se han encontrado en los sitios rupestres de Batadombalena y Belilena, en la isla de Sri Lanka.
En Mehrgarh ―en lo que hoy es el oeste de Pakistán―, el periodo Neolítico
comenzó hacia el año 7000 a. C. y duró hasta el 3300 a. C., cuando se desarrollaron los primeros indicios de la Edad del Bronce.
En el sur de la India, el Mesolítico duró hasta el 3000 a. C., y el Neolítico hasta el 1400 a. C.
Fue seguido por un período de transición en su mayoría megalítico que se salteó la Edad del Bronce.
Alrededor del 1200 al 1000 a. C. se introdujo la Edad del Hierro simultáneamente en el norte de la India (cultura de la alfarería gris) y en el sur (por ejemplo, en el sitio arqueológico de Jalur, en el distrito de Javeri).

## Paleolítico

### Homo erectus
El Homo erectus vivió en el sur de Asia durante la época del Pleistoceno. Las tradiciones del hacha y de la cuchilla bifaz pudieron haberse originado en el Pleistoceno medio (según Kennedy, 2000: pág. 136).
El comienzo del uso de las herramientas achelenses e instrumentos cortantes se puede fechar aproximadamente en el Pleistoceno medio (según Kennedy, 2000: pág. 160).

### Homo sapiens
Los sitios explorados en una cueva de Sri Lanka han demostrado la presencia más temprana de los Homo sapiens modernos en el sur de Asia. Fueron fechados en 34 000 AP (según Kennedy, 2000: pág. 180). El análisis del ADN mitocondrial fecha la inmigración de los Homo sapiens en el sur de Asia en el 70 000 a 60 000 (véase la migración humana).
Los seres humanos emigraron de África hacia la India mucho antes de lo que se pensaba, conduciendo a los más antiguos homínidos en la India actual a la extinción y creando algo del arte y de la arquitectura más temprana de la época, de acuerdo a un estudio sugerido. La investigación coloca a seres humanos modernos en la India, diez mil años antes de su llegada a Europa.
La investigadores Michael Petraglia y Hannah James, de la Universidad de Cambridge, desarrollaron una nueva teoría después de analizar el valor de los trabajos hallados en el territorio de la India. Publicaron su investigación en la revista Current Anthropology.
Según Petraglia, Sheela Athreya, antropólogo en la Universidad de Texas, afirmó: «Estos [homínidos] fueron los primeros que ensamblaron todo, antes de ellos nadie lo había hecho».
Los seres humanos modernos llegaron a Europa hace aproximadamente 40 000 años, destacaron por sus pinturas en la cuevas, joyería, y se evidencia que condujeron a los neandertales a la extinción.
Petraglia y James discuten que acontecimientos similares ocurrieran en la India cuando los seres humanos modernos llegaron allí hace aproximadamente 70 000 años (Petraglia 2005, Current Anthropology, vol. 46).
Las pruebas de carbono han indicado que los hallazgos en Belan (en el sur de Uttar Pradesh) poseen una edad de 18 000 a 17 000 años. También el arte rupestre palaeolítico es bien conocido.
En Bhimbetka los seres humanos vivieron desde el último Pleistoceno hasta mediados del Holoceno. El valle del río Narmadá, el Sivaliks y la región de Potwar tienen expuestos muchos restos fósiles de vertebrados y herramientas paleolíticas.
Durante este período, los seres humanos utilizaban frecuentemente el jaspe, la cuarcita y el sílex.
En Bhimbetka también se encontraron herramientas paleolíticas superiores.

## Mesolítico
El Mesolítico en el sur de Asia fue más diverso e innovador en la India que en otros lugares del mundo (por ejemplo, que en Europa). El sitio de Bhimbetka ha revelado muchas pinturas en cuevas (arte rupestre).

## Neolítico[2]
Véase Mehrgarh.